# Парагвајски грађански рат
Парагвајски грађански рат био је рат у Парагвају, који је трајао од 7. марта до 20. августа 1947. године.

## Историјат
Године 1940, председник Ихинио Мориниго суспендовао је устав и забранио политичке партије. У знак отпора против његове владавине догодили су се општи штрајкови и студентске побуне. Године 1946, Мориниго је легализовао политичке активности и формирао владу с коалицијом Фебрериста и партије Колорадо. Фебреристи су дали оставку из коалиције 11. јануара 1947, љути што је Мориниго више био наклоњен Колораду.
Фебреристи су прогласили побуну на челу с Рафаелом Франком и избио је грађански рат, јер је део војске отказао послушност.
На страни побуњеника биле су све политичке партије осим Колорада, већина банкара и административног особља и 80% официра. Од једанаест војних формација, четири су се придружиле побуњеницима. Кључно је било, што је влади Парагваја подршку дала Аргентина на челу с Хуаном Пероном.
Дана 27. априла, морнарица се придружила побуњеницима и бомбардовала главни град Асунсион. У тој бици владиним снагама заповедао је Алфредо Стреснер, каснији диктатор Парагваја од 1954. до 1989. године.
Борбе су трајале до августа 1947, када је Влада поновно преузела контролу над Парагвајем. Трећина становништва је побегла из државе.